# Finders Keepers, Lovers Weepers!
(Dialogo tra Christiane e Claire)
Finders Keepers, Lovers Weepers! (in Italia uscito col titolo Marinai in guardia, amanti gementi!) è un film del 1968, diretto da Russ Meyer. Si tratta di un omaggio ai noir di Don Siegel, autore molto amato da Meyer.

## Trama
Paul (Paul Lockwood), proprietario di un night club, è un donnaiolo che flirta con le ballerine del locale e visita spesso il bordello di Claire (Lavelle Roby). La moglie Kelley (Anne Chapman) conosce i segreti del marito, per questo gli si nega in continuazione e tenta di riconquistarlo proponendosi come ballerina nel locale del marito, che non apprezza la trovata. Il socio di Paul, Ray (Gordon Westcourt), però è entusiasta, e mette alla prova Kelley. Lo spettacolo si rivela un successo e Ray, approfittando dello stato confusionale in cui versa Paul, seduce Kelley in piscina.
Intanto nel locale entrano due ladri, che prendono in ostaggio Paul. Quando Ray e Kelley ritornano vengono presi in ostaggio anche loro. Si scopre che il mandante della rapina è Claire, innamorata di Paul.
Alla fine rimarranno in vita soltanto Paul e Kelley, che ripercorrono gli attimi della loro vita insieme, e gli errori che li hanno portati alla situazione che hanno appena vissuto.

## Critiche
Per Paolo Mereghetti il film è «Duro, claustrofobico, un omaggio dichiarato a Don Siegel, di cui riecheggia il gusto per la violenza smisurata fino all'irrealtà».